# 朝来市立生野中学校
朝来市立生野中学校（あさごしりつ いくの ちゅうがっこう）は、兵庫県朝来市にある公立中学校。

## 沿革
- 1947年（昭和22年）4月1日 生野町立生野中学校創立
- 1947年（昭和22年）4月20日 黒川分校設置
- 1948年（昭和23年）10月22日 上生野分校設置
- 1953年（昭和28年）5月1日 分校が独立。それぞれ生野町立黒川中学校、生野町立上生野中学校となる
- 1955年（昭和30年）4月1日 上生野中学校を統合
- 1985年（昭和60年）4月1日 黒川中学校を統合
- 2005年（平成17年）4月1日 朝来郡4町が合併により朝来市となったことに伴い朝来市立生野中学校に改称

## 部活動
- ソフトテニス部
- 男子卓球部
- 女子バレーボール部

## 通学区域
朝来市の内、旧生野町地域。以下の小学校区に該当する。
- 朝来市立生野小学校

## 通学区域が隣接している学校
- 朝来市立朝来中学校
- 朝来市立梁瀬中学校
- 丹波市立青垣中学校
- 多可町立加美中学校
- 神河町立神河中学校
- 宍粟市立一宮北中学校